# Приход нацистов к власти в Германии

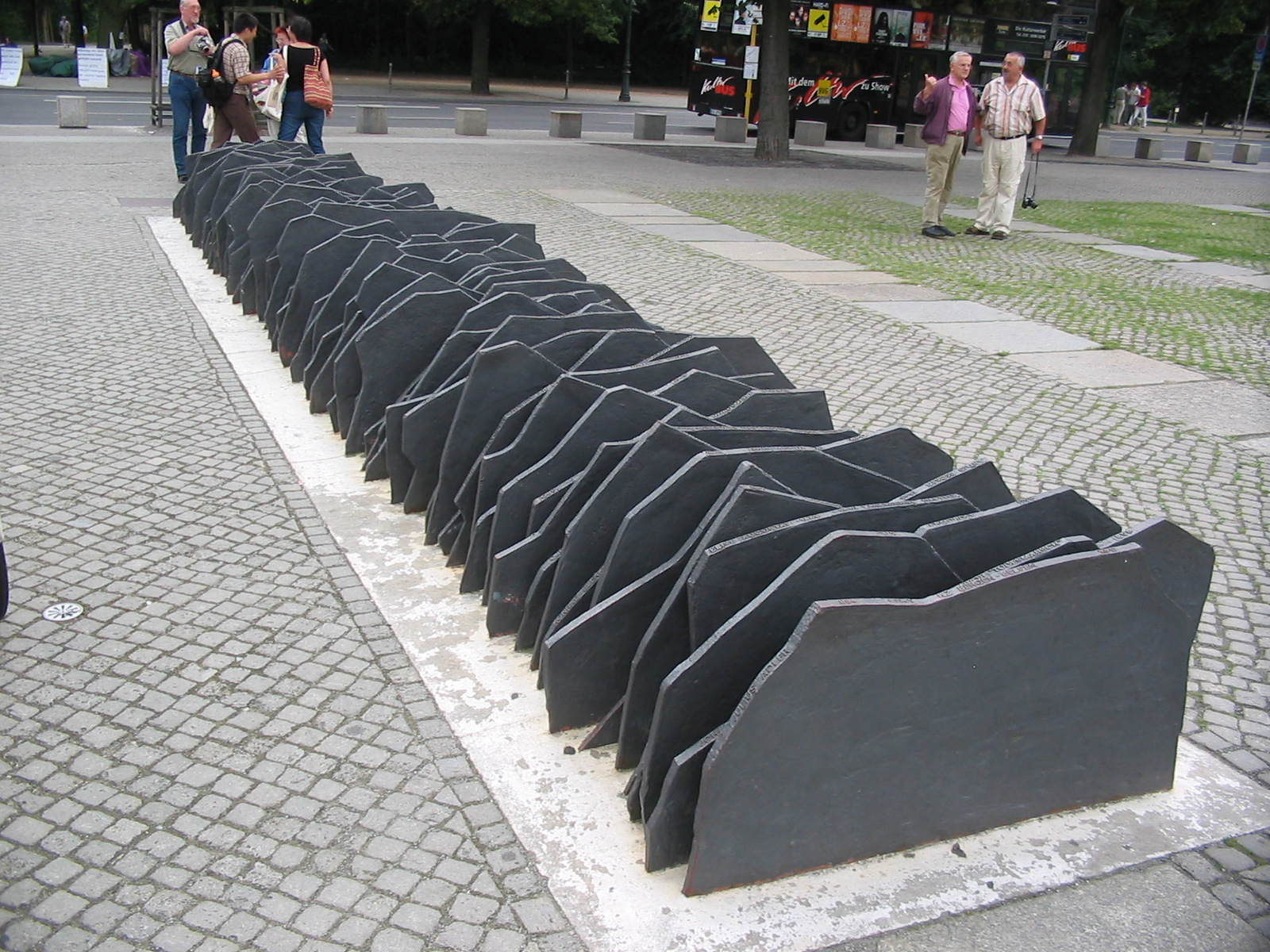
Мемориал жертвам 1933 года у Рейхстага в Берлине. 96 пластин памятника символизируют депутатов рейхстага, павших жертвой нацистов

Приход нацистов к власти, захват власти нацистами (нем. Machtergreifung, Machtübernahme) — процесс перехода власти в Веймарской Германии к Национал-социалистической немецкой рабочей партии (НСДАП) во главе с Адольфом Гитлером и последовавшей затем замены республиканского строя на тоталитарную диктатуру.
Приход нацистов к власти в Германии ознаменовал конец Веймарской республики. Это событие положило начало нацистской Германии, просуществовавшей двенадцать лет. Нацистская пропаганда широко использовала термин «национал-социалистическая революция».

## Терминология
Термин «захват власти» (узурпация) используется как для обозначения процесса ликвидации демократии и установления господства НСДАП, так и в отношении назначения Адольфа Гитлера рейхсканцлером Веймарской республики 30 января 1933 года. Во времена нацистской Германии ассоциировался с «Днём Потсдама» 21 марта 1933 года. Финальным актом узурпации считается референдум 19 августа 1934 года, завершивший переход страны к диктатуре.

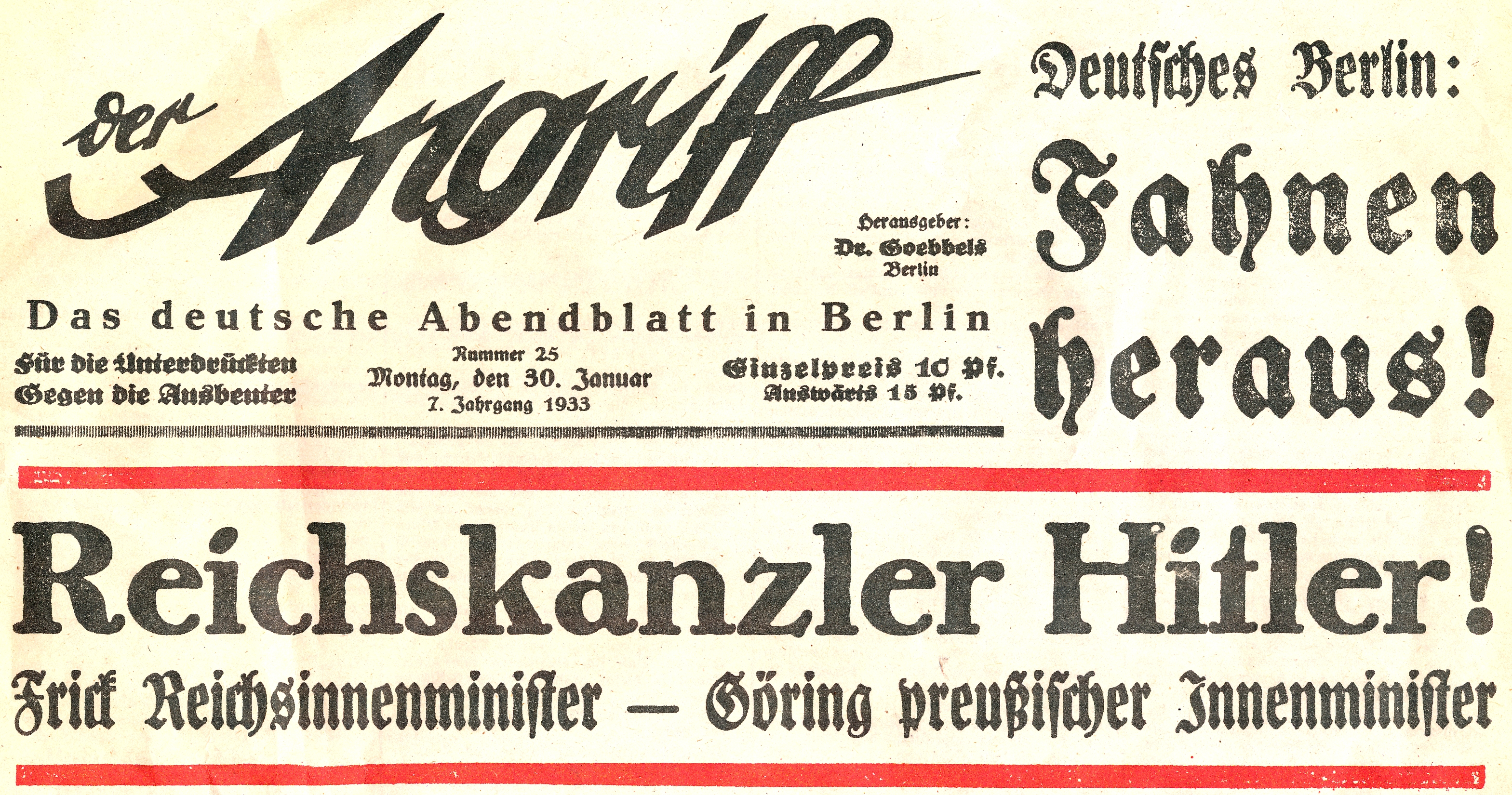
Пресс-релиз геббельсовской «Der Angriff» о назначении Гитлера канцлером, январь 1933

В пропаганде НСДАП, включая публичные выступления Адольфа Гитлера, Йозефа Геббельса и других ведущих нацистов, использовалось выражение «захват власти» (нем. Machtergreifung). Применялись также выражения «[правительство] национального восстания» (или «национального обновления»), «немецкая революция» и другие. Широко применялись сочетания с прилагательным «революционный», например «национально-революционный» или «социал-революционный» [порядок]. После проведения референдума Гитлер заявил о «завершении национальной революции».

## История
Захват подразумевает, что НСДАП лишила власти свободно избранный парламент и правовое государство против их воли и незаконными средствами. НСДАП пользовалась поддержкой значительной части населения, максимум голосов (13,7 млн) она получила 31 июля 1932 на выборах в рейхстаг (четвёртые выборы за пять месяцев), но даже в этот кульминационный момент партия не смогла завоевать абсолютного большинства в парламенте. На президентских выборах 1932 года А. Гитлер проиграл Гинденбургу. Попытка Гитлера договориться с Гинденбургом о назначении его на должность рейхсканцлера окончилась провалом, потому что его партия не имела большинства в рейхстаге.
Новым рейхсканцлером стал Франц фон Папен, который сразу стал активно помогать нацистам, первыми его шагами была отмена запрета СА и государственный переворот в Пруссии 20 июля 1932 года, в результате которого он сместил законное социал-демократическое правительство Отто Брауна.
Дела у НСДАП шли хуже, партия теряла популярность, на выборах 5 ноября 1932 года нацисты потеряли 2 млн голосов. Так как необходимого большинства ни у кого не было, на 5 марта 1933 года были назначены новые выборы.
В конце 1932 года с подачи Гитлера достоянием общественности стали сведения о том, что ряд восточнопрусских помещиков, в том числе и Оскар фон Гинденбург, сын президента, на которого отец оформил владение большим потомственным поместьем Нойдек, использует государственные дотации (которыми правительство Германии с 1920-х годов оказывало финансовую помощь попавшим в бедственное экономическое положение крупным землевладениям Восточной Пруссии в рамках фонда Osthilfe) в сугубо личных целях (покупают предметы роскоши, содержат любовниц, отдыхают на дорогих курортах, играют в казино и совершают другие тому подобные проступки). В то же время всё громче звучали обвинения в том, что Оскар, пользуясь покровительством отца, уклоняется от уплаты налогов, также стало назревать расследование прокуратуры и громкий скандал.
22 января 1933 года состоялась двухчасовая встреча с глазу на глаз Оскара фон Гинденбурга с Гитлером. После этой встречи Оскар сказал сопровождавшему его чиновнику: «Теперь нет никакой возможности, кроме как Гитлера поставить канцлером». Предполагается, что Гитлер в ходе этой беседы угрожал Оскару дальнейшими разоблачениями, а в случае, если президент пойдёт ему навстречу, он [Гитлер] немедленно прекратит расследование по «делу Гинденбурга». Таким образом, 30 января 1933 года Пауль фон Гинденбург назначил Адольфа Гитлера рейхсканцлером.
27 февраля в 22 часа берлинские пожарные получили сообщение, что здание Рейхстага горит. Несмотря на все усилия пожарных, здание было охвачено огнём. Только в 23:30 пожар был потушен, а в горящем здании был задержан голландец Маринус ван дер Люббе, бывший коммунист. На место прибыли Гитлер, Геббельс, вице-канцлер Франц фон Папен и принц Генрих Гюнтер. Там их встретил Герман Геринг, глава полиции Пруссии и одновременно бывший председателем рейхстага. Гитлер заявил, что поджог рейхстага совершили коммунисты, и что это был сигнал для начала коммунистического переворота. В поджоге обвинили: Ван дер Люббе (имевшего 25 % зрения), лидера парламентской фракции компартии Германии Эрнста Торглера и троих болгарских коммунистов — Георгия Димитрова, Васила Танева и Благоя Попова. На нацистском Лейпцигском процессе четыре из пяти были оправданы. Был осуждён к смертной казни Ван дер Люббе (в настоящее время реабилитирован). Поджог рейхстага был выгоден нацистам — они мгновенно объявили КПГ вне закона, 28 февраля было объявлено чрезвычайное положение, действовавшее до конца гитлеровского режима.
Но даже в таких «тепличных» условиях на выборах в рейхстаг 5 марта 1933 года, НСДАП по официальным данным набрала 17,3 миллиона голосов — примерно на 3 миллиона меньше, чем требовалось, чтобы иметь в рейхстаге 50 % голосов.

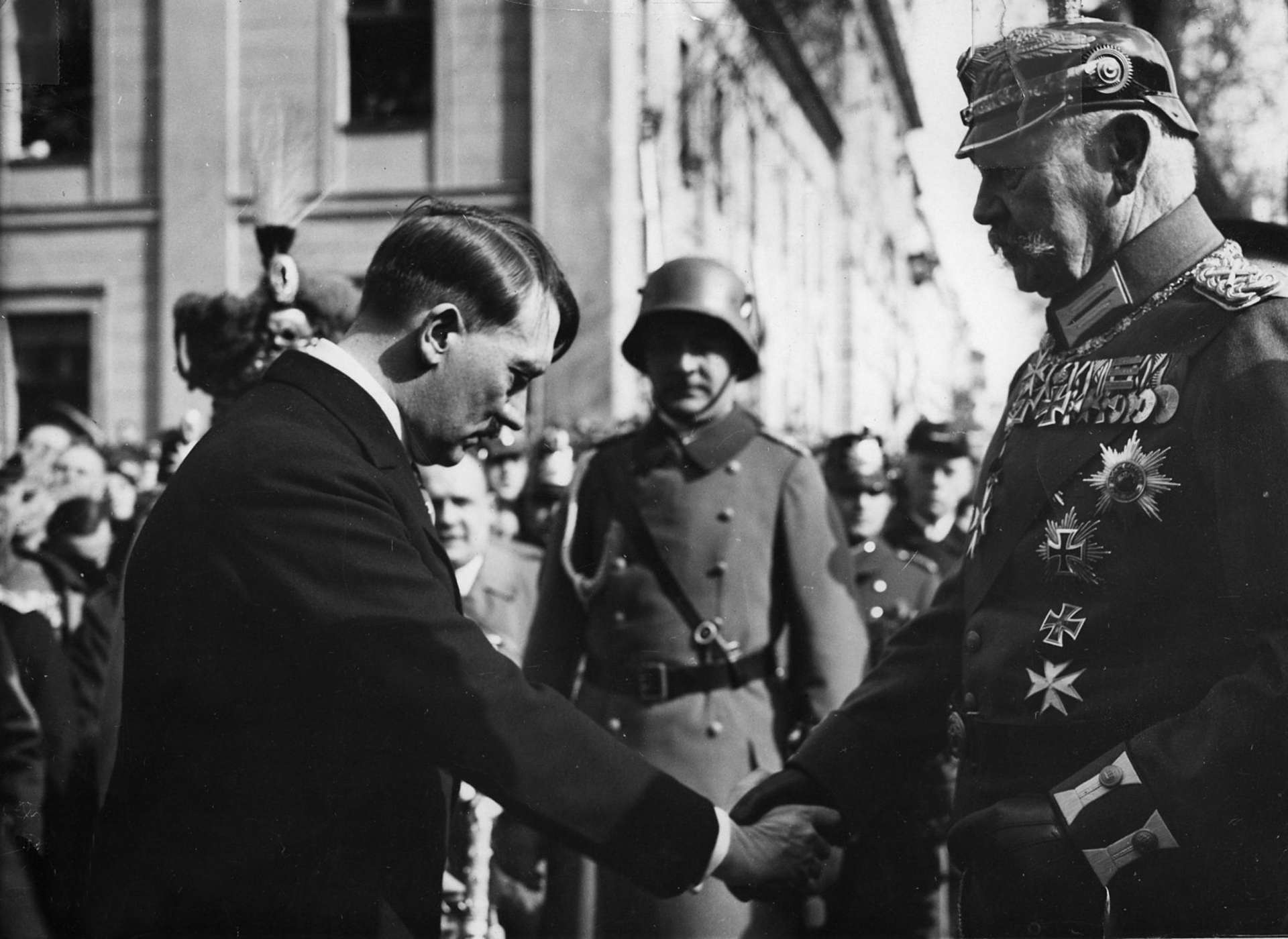
«День Потсдама», 21 марта 1933. Поклон Адольфа Гитлера призван продемонстрировать покорность рейхсканцлера рейхспрезиденту Паулю фон Гинденбургу

Передаче полной власти НСДАП помимо назначения рейхспрезидентом Паулем фон Гинденбургом Гитлера рейхсканцлером содействовали также НННП, партия консервативного толка, которая вошла в правительство Гитлера. Рейхстаг одобрил закон «О чрезвычайных полномочиях». Этот закон не был первым в своём роде, ещё при Рейхспрезиденте Фридрихе Эберте (СДПГ) было принято три закона о чрезвычайных полномочиях, действие которых однако ограничивалось определённым периодом времени. С начала 1933 года правые (НСДАП, Немецкая национальная народная партия) и центристские (католическая партия Центра, Немецкая народная партия, Немецкая демократическая партия) партии нашли общего врага, сплотившего их, — коммунизм. Поэтому многие историки говорят не о захвате, а о передаче власти НСДАП. Однако для утверждения своей власти нацисты использовали нелегальные средства, как, например, террористические акции, в ходе которых политических противников запугивали, арестовывали и уничтожали физически (только депутатов рейхстага было убито 96 человек). Неприкрытым нарушением конституции стало самовольное присвоение себе Гитлером титула фюрера и рейхспрезидента после смерти Гинденбурга в 1934 году (после состоявшегося референдума посты рейхсканцлера и рейхспрезидента были объединены).

## Предшествующие события
Сделав выводы из провалившегося Пивного путча 9 ноября 1923 года, нацисты разработали для своей теории «национальной революции» легальную стратегию, формально опиравшуюся на законы. В соответствии с ней Адольф Гитлер, выступивший в сентябре 1930 года свидетелем на процессе по обвинению в государственной измене трёх офицеров рейхсвера Ганнса Людина, Рихарда Шерингера и Ганса Фридриха Вендта, однозначно подтвердил, что его партия руководствуется принципами законности и стремится прийти к власти только конституционным путём.
После успеха на выборах 1930 года нацистов и коммунистов, рейхсканцлер Генрих Брюнинг (партия Центра), находившийся во главе правительства парламентского меньшинства, прилагал все усилия по сохранению конституции и государства. Он объявил о запрете деятельности СС и СА, который однако был снят в 1932 году преемником Брюнинга фон Папеном под давлением Гинденбурга и правых националистских сил, концентрировавшихся вокруг фон Шлейхера. Своей жёсткой программой по балансированию государственного бюджета Брюнинг привёл к дальнейшему обострению безработицы, сократив государственные расходы на обеспечение занятости населения. В 1932 году рейхсканцлер Франц фон Папен пошёл на сотрудничество с нацистами, чтобы использовать их массовую поддержку в собственных целях. Коалиционные переговоры центристов, НННП и НСДАП провалились из-за Гитлера, потребовавшего для себя пост рейхсканцлера. Папен, стремившийся заручиться поддержкой нацистов, решил обойтись без запрета НСДАП как антигосударственной партии. Такую возможность предоставляли ему Боксхаймские документы, обнаруженные в Гессене в 1931 году еще в годы канцлерства Брюнинга, и свидетельствовавшие о планах нацистов организовать путч. В декабре 1932 года рейхсканцлер Курт фон Шлейхер попытался создать широкий фронт с привлечением левого крыла нацистов и профсоюзного движения.
Благодаря совместным действиям с Немецкой национальной народной партией и «Стальным шлемом» на референдуме против плана Юнга 1929 года и участию в «Гарцбургском фронте» в 1931 году нацисты подняли свой престиж и были допущены в высшие круги. Массированная, как утверждали левые, поддержка со стороны промышленников напротив в этот период не способствовала продвижению нацистов к власти. Лишь отдельные представители предпринимательских кругов поддержали Гитлера в ноябре 1932 года своей коллективной петицией Гинденбургу о назначении лидера нацистов рейхсканцлером.
С начала 1930-х годов при Брюнинге, который в отсутствие парламентского большинства управлял страной посредством чрезвычайных постановлений, парламентская демократия в Германии стала постепенно превращаться в пустую формальность. Следующим шагом, отдалившим страну от демократии, стало назначение фон Папеном технического кабинета преимущественно из числа беспартийных «министров-профессионалов».
Ещё в своих свидетельских показаниях в 1930 году Гитлер сказал: «Конституция предписывает нам только методы, но не цель. Этим конституционным путём мы попытаемся добиться решающего большинства в законодательных органах, чтобы в тот момент, когда нам это удастся, придать государству ту форму, которая соответствует нашим идеям». Но большинство в рейхстаге, необходимое для принятия так называемого Закона «О чрезвычайных полномочиях», было получено 23 марта 1933 года с применением жестоких методов насилия, как, например, отстранение и убийство депутатов рейхстага. До этого, несмотря на массированный уличный террор, преследовавший целью запугивание инакомыслящих, НСДАП не удалось получить абсолютное большинство в парламенте на выборах в рейхстаг 5 марта 1933 года. В 1964 году в интервью Гюнтеру Гаусу Ханна Арендт заявила, что с преступлениями, совершёнными в 1933 году, как, например, так называемая «кровавая неделя в Кёпенике», смогут сравниться только самые страшные преступления Второй мировой войны.
Гитлера и НСДАП недооценили как монархически настроенные консерваторы, так и их противники из республиканского лагеря. Стратегия консерваторов по «удержанию в рамках» или «обузданию» нацистов не устояла перед желанием власти Гитлера. Консерваторы излишне доверяли рейхспрезиденту Гинденбургу, который согласно Веймарской конституции мог сместить Гитлера с должности. Они также верили в правовое государство в Германии, а также в своё положение в обществе. Тем самым они оказали Гитлеру помощь в выхолащивании тех самых основ свободы и демократии, от которых зависели их собственное существование и безопасность. В конце концов за назначение рейхсканцлером Гитлера высказались и Папен, и Альфред Гугенберг, и Шлейхер, несмотря на реально имевшуюся возможность создания коалиции с буржуазным центром и привлечением СДПГ.
Учитывая, что количество безработных в стране достигло шести миллионов, профсоюзы посчитали всеобщую забастовку бесперспективным средством. Всеобщая забастовка и аналогичные ей меры были отклонены руководством СДПГ, так как могли быть использованы Гитлером как предлог для продолжения преследований.

## Хронология событий
- 24 октября 1929 года начался мировой экономический кризис, который наиболее сильно ударил по США и Германии. Ситуация в Германии усугублялась краткостью периода «золотых двадцатых», когда после гиперинфляции 1921—23 годов страна достигла политической стабильности и динамичного экономического роста.

#### 1930 год
- март: по инициативе левого крыла СДПГ распадается Большая коалиция под руководством Германа Мюллера, в которую входили СДПГ, Германская партия Центра, Немецкая народная партия, Немецкая демократическая партия и Баварская народная партия, не достигшие компромисса по реформе страхования безработицы.
- 30 марта: рейхспрезидент Пауль фон Гинденбург при неочевидной поддержке рейхстага назначает рейхсканцлером представителя католической партии Центра Генриха Брюнинга. Решение рейхстага в пользу правительства Брюнинга было получено благодаря голосам части депутатов от Немецкой национальной народной партии и фракции СДПГ.
- 15 июля чрезвычайным указом разрешается конфликт между правительством и рейхстагом по поводу жёсткой программы экономии. Указ о реализации отклонённого проекта закона, роспуске парламента и назначении новых выборов сомнителен с точки зрения конституции.
- 14 сентября на выборах в рейхстаг НСДАП заняла второе место, увеличив свой результат с 2,6 до 18,3 %. Больше голосов собрала и КПГ (13,1 %). Мировой экономический кризис заставляет инвесторов из США выводить свои капиталы из Германии, что усугубляет тяжесть экономического положения в стране. СДПГ, получив на выборах в рейхстаг 24,5 % голосов, продолжает поддерживать правительство Брюнинга.

#### 1932 год
- 4 января состоялась встреча крупнейшего английского финансиста М. Нормана с А. Гитлером и Ф. фон Папеном, на которой было заключено тайное соглашение о финансировании НСДАП. На этой встрече присутствовали также и американские политики братья Даллесы.
- 25 февраля вопрос о гражданстве Адольфа Гитлера решён политическими методами. Министр внутренних дел Свободного государства Брауншвейг и член НСДАП Дитрих Клаггес назначил его советником правительства.
- 10 апреля состоялись выборы рейхспрезидента Веймарской республики. Несмотря на демагогические методы нацистов, использованные ими в предвыборной борьбе за своего кандидата Адольфа Гитлера, на второй срок был избран Пауль фон Гинденбург. Волна террора, захлестнувшая Германию в предвыборный период, заставила правительство Брюнинга запретить деятельность СА и СС.
- 30 мая Гинденбург заявил об отставке правительства Брюнинга, павшего жертвой интриг окружения рейхспрезидента.
- 1 июня назначен президентский кабинет министров во главе с рейхсканцлером Францем фон Папеном, которому на основе чрезвычайных распоряжений удастся реализовать несколько обширных программ по экономии и улучшению ситуации на рынке труда.
- лето: запрет деятельности СА и СС отменён на основании тайных договорённостей. Предвыборная борьба напоминает гражданскую войну: в результате столкновений между военизированными организациями как на собраниях, так и на улице погибло около 300 человек и ранено более 1100. Июльские выборы в рейхстаг 1932 года принесли дополнительный успех радикальным и экстремистским партиям (КПГ и НСДАП). Победу на выборах в парламент одержали нацисты (37,4 %).
- 20 июля исключенный из партии Центра Франц фон Папен чрезвычайным распоряжением назначен рейхскомиссаром Пруссии. Он смещает социал-демократическое правительство Пруссии во главе с Отто Брауном и Карлом Зеверингом и де-факто осуществляет государственный переворот в Пруссии. государственная власть в Пруссии переходит к центральному имперскому правительству.
- июль: 91 профессор подписал заявление с требованием назначить Гитлера рейхсканцлером.
- 12 сентября вынесен вотум недоверия правительству фон Папена, и рейхстаг снова распущен.
- 6 ноября состоялись выборы в рейхстаг. НСДАП откатывается к 33,1 %, однако остаётся самой крупной фракцией. СДПГ и партия Центра отказывают фон Папену в предложении сформировать коалицию, и план правительства фон Папена возглавить путч с целью подавления НСДАП и КПГ силами рейхсвера не находит одобрения у Гинденбурга. Фон Папен уходит в отставку.
- 19 ноября ряд промышленников, банкиров и землевладельцев направили Гинденбургу петицию с просьбой назначить рейхсканцлером Адольфа Гитлера.
- 2 декабря новым рейхсканцлером с сохранением должности военного министра назначен генерал-лейтенант Курт фон Шлейхер, входивший в ближайшее окружение Гинденбурга. Он безуспешно пытался организовать широкий фронт в поддержку своей политики, но отколоть от НСДАП ее левое крыло не удалось, а СДПГ с недоверием отнеслась к идее Шлейхера распустить рейхстаг на продолжительное время.

#### 1933 год

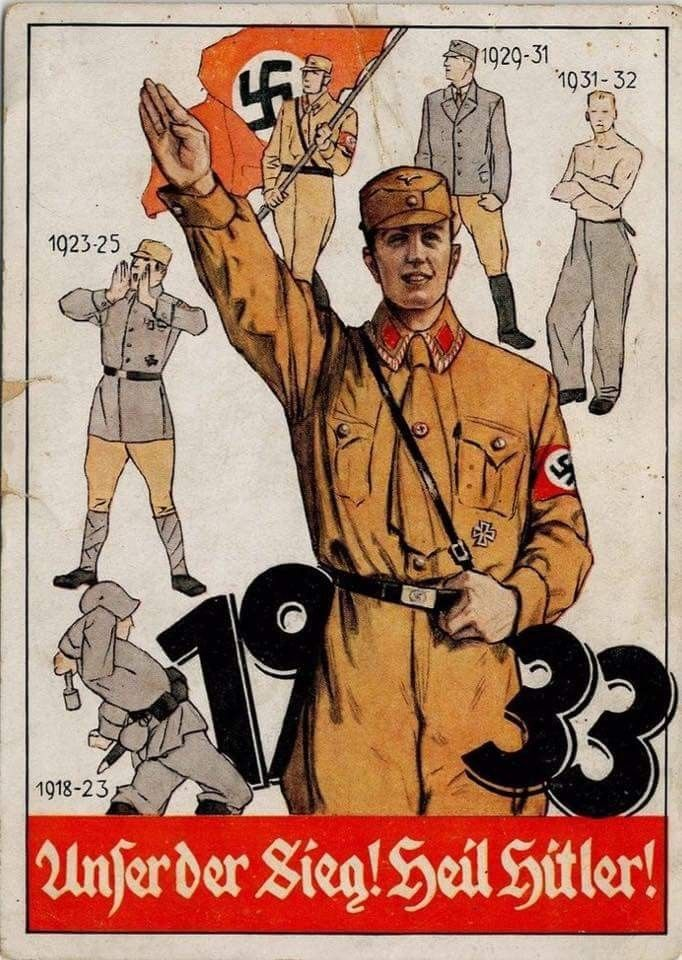
«Наша победа! Хайль Гитлер!», нацистская пропаганда, изображающая нацистское приветствие и форму СА, Александр Шааф, 1933

- январь за кандидатуру Гитлера на пост главы правительства выступили многие члены ближайшего окружения Гинденбурга (в том числе кронпринц Пруссии Вильгельм и Элард фон Ольденбург-Янушау[нем.]).
- 4 января Папен встретился с Гитлером в доме банкира Шрёдера.
- 15 января на выборах в ландтаг Липпе НСДАП одержала победу и тем самым косвенно увеличила давление на Шлейхера.
- 28 января Шлейхер в результате провала на переговорах о поддержке его правительства и отклонения Гинденбургом его плана по выходу из чрезвычайного положения в стране был смещён.
- 30 января: Адольф Гитлер назначен рейхсканцлером Веймарской республики. В кабинет Гитлера вначале вошли только два члена НСДАП — Вильгельм Фрик в качестве министра внутренних дел и Герман Геринг как министр без портфеля.
- 1 февраля рейхспрезидентом Паулем фон Гинденбургом распущен рейхстаг.
- 1 февраля в 22:00: Гитлер зачитывает в своём первом радиообращении «воззвание имперского правительства к немецкому народу».
- 3 февраля Гитлер в присутствии руководства рейхсвера заявляет в качестве цели своей политики «завоевание нового жизненного пространства на востоке и его беспощадную германизацию».
- 4 февраля
  - декрет рейхспрезидента «О защите немецкого народа» ограничивает свободы прессы и собраний.
  - Геринг в качестве уполномоченного исполняющего обязанности министра внутренних дел Пруссии издаёт приказ о принудительном роспуске всех представительных органов власти в Пруссии к 8 февраля и назначении новых выборов на 12 марта. Одновременно под угрозой применения силы по всей Германии были принудительно распущены органы местной власти — советы и бургомистры, сопровождавшиеся незаконными арестами.
- 20 февраля на секретной встрече с Гитлером 25-ю промышленниками ему на предвыборную кампанию предоставлено 3 млн рейхсмарок.
- 27 февраля произошёл поджог Рейхстага, в котором обвинили бывшего коммуниста нидерландца Маринуса ван дер Люббе (вопрос о его причастности к поджогу не решён окончательно). Событие было использовано СС и СА в качестве предлога для начала новой волны террора против своих политических противников, которые подвергались арестам, пыткам и физическому уничтожению.
- 28 февраля в ответ на поджог Рейхстага был издан декрет «О защите народа и государства», прекративший действие основных прав и свобод и создавший иллюзию законных оснований для преследования политических противников.
- 28 февраля издан декрет рейхспрезидента «Против предательства немецкого народа и происков изменников родины» (нем. Verordnung gegen Verrat am Deutschen Volke und hochverräterische Umtriebe).
- 5 марта состоялись выборы в рейхстаг. Несмотря на серьёзные препятствия, созданные НСДАП другим партиям, нацистам удалось занять лишь 43,9 % мест.
- 8 марта мандаты у депутатов от КПГ были отозваны, их места в парламенте считаются ликвидированными.
- 12 марта декрет рейхспрезидента упраздняет чёрно-красно-жёлтый флаг Веймарской республики и вводит вместо него два государственных флага: чёрно-бело-красный (бывший флаг Германской империи) и флаг со свастикой (флаг нацистской партии).
- 13 марта создано министерство народного просвещения и пропаганды во главе с Йозефом Геббельсом.
- 20 марта учреждён концентрационный лагерь Дахау недалеко от Мюнхена, который используется для содержания политически неугодных лиц, в частности, членов левых партий.
- 21 марта, «День Потсдама». Учредительное заседание нового рейхстага, прошедшее в отсутствие социал-демократов и коммунистов в потсдамской гарнизонной церкви по сценарию Геббельса, продемонстрировало гармонию, царящую во взаимоотношениях представителей старой Германии (в лице Гинденбурга) и «молодых сил» (в лице нацистов во главе с Гитлером).
- 21 марта издан декрет рейхспрезидента «О защите от вероломных нападок на правительство национального восстания» (нем. Verordnung des Reichspräsidenten zur Abwehr heimtückischer Angriffe gegen die Regierung der nationalen Erhebung).
- 23 марта Рейхстаг, заседавший в Кроль-опере в присутствии вооружённых отрядов СА и СС, принимает закон «О чрезвычайных полномочиях» (нем. Ermächtigungsgesetz), передавший законодательную власть в руки имперского правительства. Депутаты рейхстага от КПГ не принимали участия в голосовании, поскольку в антиконституционном порядке уже были арестованы или убиты. Несмотря на эти обстоятельства, присутствовавшие депутаты от СДПГ, часть которых уже была арестована или находилась в эмиграции, проголосовали против закона при полной поддержке закона депутатами других партий.
- 24 марта закон «О чрезвычайных полномочиях», подписанный рейхсканцлером Гитлером и рейхспрезидентом Гинденбургом, опубликован в «Имперском вестнике». Действие закона ограничено сроком в 4 года.
- 31 марта первым законом «Об уравнивании земель с рейхом» (нем. Gesetz zur Gleichschaltung der Länder mit dem Reich) распущены земельные парламенты, а их новый состав был определён в соответствии с результатами выборов в рейхстаг 5 марта. Правительства земель получили полномочия законотворчества без согласования с парламентами. Вторым законом от 7 апреля в землях вводились должности имперских наместников (нем. Reichsstatthalter), которые обеспечивали осуществление в землях «определённых рейхсканцлером основных направлений политики».
- 1 апреля состоялся якобы «спонтанный» бойкот еврейских магазинов по всей Германии, который, вопреки ожиданиям нацистов, не нашёл широкой поддержки у населения.
- 7 апреля закон «О восстановлении профессионального чиновничества» (нем. Gesetz zur Wiederherstellung des Berufsbeamtentums) позволил режиму уволить политически неугодных и «неарийских» чиновников.
- 2 мая нанесён удар по профсоюзному движению: Штаб-квартиры профсоюзов захвачены членами СА и Национал-социалистической организации заводских ячеек (нем. NSBO). Имущество профсоюзов конфисковано, лидеры отправлены в «предупредительное заключение» в концентрационные лагеря.
- 10 мая состоялось Сожжение книг. Во многих городах (например, Берлине, Бремене, Дрездене, Франкфурте, Ганновере, Мюнхене и Нюрнберге) в ходе организованных акций в огонь были брошены произведения социалистов, пацифистов, евреев и либералов. К ним были отнесены в частности, Бертольт Брехт, Альфред Дёблин, Лион Фейхтвангер, Зигмунд Фрейд, Эрих Кестнер, Генрих Манн, Карл Маркс, Карл фон Осецкий, Эрих Мария Ремарк, Курт Тухольский, Франц Верфель, Арнольд и Стефан Цвейги.
- 22 июня СДПГ обвинена в государственной измене и запрещена.
- 7 июля издан указ рейхсминистра иностранных дел «Об обеспечении безопасности руководства государством» (нем. Verordnung zur Sicherung der Staatsführung).
- 14 июля все политические партии, за исключением НСДАП, запрещены или «самораспустились». Закон «Против образования новых партий»[нем.] учреждает однопартийную систему: образование новых и продолжение деятельности политических партий является уголовным преступлением.
- 20 июля между Третьим рейхом и Святым престолом заключён имперский конкордат.
- 12 ноября состоялись новые выборы в рейхстаг, где НСДАП выступает единым списком. Выборы объединены с «референдумом» по вопросу выхода Германии из Лиги Наций.
- 15 декабря закон «О коммунальном устройстве Пруссии» (нем. Preußisches Gemeindeverfassungsgesetz) унифицировал с 1 января 1934 года коммунальное устройство Пруссии. Бургомистры во главе коммун назначались сроком на 12 лет без проведения выборов и могли принимать решения без привлечения совета коммуны (принцип фюрера).

#### 1934 год
- 20 января закон «О порядке национальной работы» (нем. Gesetz zur Ordnung der nationalen Arbeit) распространил действие «принципа фюрерства» на экономику. Германский трудовой фронт вливается в состав НСДАП.
- 30 января законом «О реорганизации империи»[нем.] ликвидировано федеративное устройство Веймарской республики. Суверенные права земель переходят к империи. Правительство получает право установить новое конституционное законодательство.
- 24 апреля высшей судебной инстанцией стала Народная судебная палата, члены которой назначены лично фюрером. К началу войны Судебная палата по политическим мотивам вынесла приговоры 225 тыс. человек, всего с 1934 по 1945 год было исполнено 5 тыс. официальных смертных приговоров[7].
- 30 июня путч, якобы организованный Рёмом, послужил поводом для внутрипартийной чистки и дальнейшей концентрации партийной власти. Уничтожению подвергается руководство СА. Бывшие политические противники, как, например, Курт фон Шлейхер, пытавшийся расколоть НСДАП, убиты.
- 2 августа умер рейхспрезидент Гинденбург, Гитлер присваивает себе титул «фюрера и рейхсканцлера».
- 19 августа состоялся референдум по вопросу совмещения Адольфом Гитлером функций рейхспрезидента и рейхсканцлера. В тот же день рейхсвер приведён к присяге на верность Гитлеру. Тем самым все важнейшие посты в государстве объединены, а контролирующие инстанции отсутствуют.

#### 1935 год
- 1 апреля вступает в силу единое для рейха Положение о коммунах Германии (нем. Deutsche Gemeindeordnung), упразднившее существовавшую до этого федеративную структуру и имевшееся у земель лишь на бумаге право определения коммунального устройства.